# Маргуша
Маргуша — село в Дальнеконстантиновском районе Нижегородской области. Входит в состав Малопицкого сельсовета.

## География
Располагается на левом берегу Пакаши в 22 км от Дальнего Константинова и в 91 км от Нижнего Новгорода.

## История
В «Списке населенных мест» Нижегородской губернии по данным за 1859 год значится как владельческая деревня при речке Краче в 69 верстах от Нижнего Новгорода. В деревне насчитывалось 72 двора и проживало 500 человека (242 мужчины и 258 женщин). В национальном составе населения преобладали терюхане.
В административном отношении деревня входила в состав Большепицкой волости Нижегородского уезда.
Старое название села — Маргуши.

## Население
| 2002 | 2010 |
| ---- | ---- |
| 396  | ↘309 |

Национальный состав
Согласно результатам переписи 2002 года, в национальной структуре населения русские составляли 95 %.